# Rada Indii
Rada Indii (hiszp. Consejo de Indias) – dawny hiszpański najwyższy urząd odpowiedzialny za administrowanie posiadłościami kolonialnymi, istniejący w latach 1524-1834.
W radzie zasiadało od 6 do 10 członków mianowanych przez króla. Organ posiadał kompetencje ustawodawcze, wykonawcze i sądownicze. W XVIII wieku stracił na znaczeniu.